# Otto Schönewolf
Johannes Jacob Martin Friedrich Otto Schönewolf (* 16. Mai 1879 in Wächtersbach; † 2. September 1908 in Eskişehir) war ein deutscher evangelischer Geistlicher und Christlicher Archäologe.

## Leben und Wirken
Geboren als Sohn des Pfarrers Theodor Schönewolf und dessen Frau Karoline, geb. Schüler, besuchte er nach dem frühen Tod des Vaters das Ludwig-Georgs-Gymnasium in Darmstadt, wo er 1897 das Abitur bestand. Anschließend studierte er drei Semester an der Universität Greifswald, wo er bei Victor Schultze erstmals mit der Christlichen Archäologie in Berührung kam, und vier Semester an der Universität Gießen Evangelische Theologie. 1901 legte er das 1. theologische Examen ab. Es folgte der Besuch des Friedberger Predigerseminars und ein einjähriger Aufenthalt in München, wo er u. a. kunsthistorische Vorlesungen hörte, bevor er im Januar 1904 in Darmstadt das 2. theologische Staatsexamen ablegte.
Nach kurzer Tätigkeit als Volontär an der Gießener Universitätsbibliothek und einem viermonatigen Praktikum in den Bodelschwinghschen Anstalten in Bethel begann er noch im selben Jahr 1904 ein Studium der Christlichen Archäologie, Kunstgeschichte und Klassischen Archäologie an der Universität Straßburg. Zu seinen dortigen akademischen Lehrern gehörten Georg Dehio, Johannes Ficker, Adolf Michaelis und Ernst Polaczek. Mit einer von Johannes Ficker betreuten Arbeit über die Auferstehung Christi in der frühchristlichen Kunst wurde er 1906 zum Dr. phil. promoviert.
Anschließend erhielt er das Reisestipendium des Archäologischen Instituts des Deutschen Reiches für einen Aufenthalt in Rom, bevor ihm im Juni 1907 die Stelle eines als Pfarrer für die Angestellten der Bagdad-Bahn im Osmanischen Reich angeboten wurde, gleichzeitig wurde ihm das Reisestipendium um ein Jahr verlängert zur „Unterstützung der Erforschung des frühchristlichen Innerkleinasiens“. Am 15. September 1907 wurde er in Deutschland ordiniert und er trat seine Stelle Ende Oktober 1907 als Pfarrer im zentralanatolischen Eskişehir an. Er verstarb allerdings bereits im September 1908 an Malaria. Beigesetzt wurde er auf dem protestantischen Friedhof von Feriköy in Konstantinopel.
Einige seiner Briefe aus Anatolien wurden postum von seinem Bruder Julius Schönewolf herausgegeben.
Ein Nachlassverzeichnis befindet sich im Hessischen Staatsarchiv Darmstadt, ein kleiner Nachlass in der Universitäts- und Landesbibliothek Darmstadt.

## Veröffentlichungen
- Die symbolische Darstellung der Auferstehung in der frühchristlichen Kunst. Kreysing, Leipzig 1907 (Teildruck der Dissertation; Digitalisat).
- Die Darstellung der Auferstehung Christi. Ihre Entstehung und ihre ältesten Denkmäler (= Studien über christliche Denkmäler. Heft 9). Dieterich, Leipzig 1909 (Digitalisat).
- Briefe aus Klein-Asien von einem Frühvollendeten. Hrsg. von Julius Schönewolf. Verlag Edwin Runge, Gr. Lichterfelde-Berlin 1910.[6]